# Kościół antonianów w Kolonii
Kościół antonitów w Kolonii (niem. Antoniterkirche) – dawna gotycka świątynia klasztorna i pierwszy ewangelicki kościół w Kolonii.

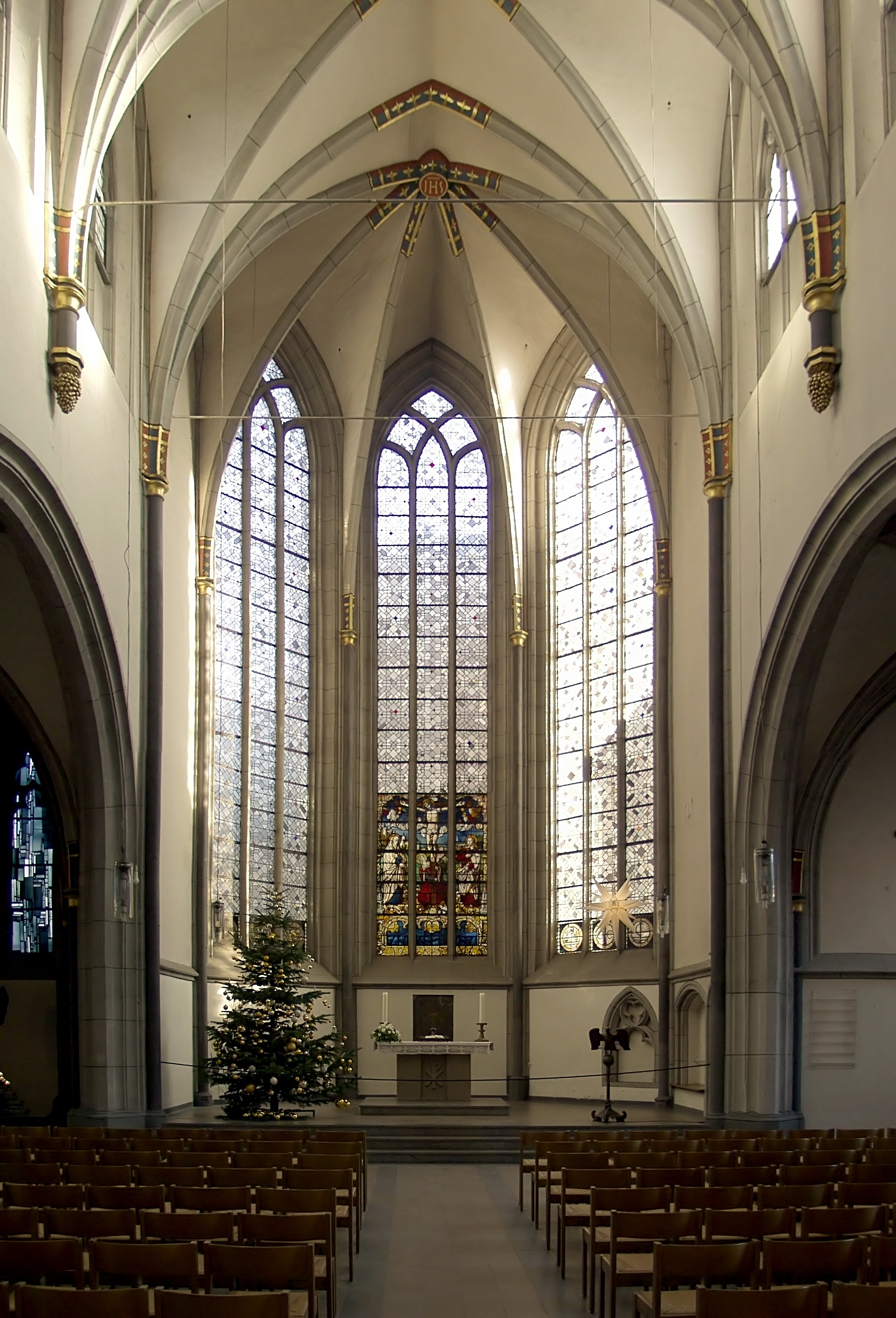
Wnętrze kościoła

## Historia i architektura
Kościół antonianów znajduje się w ścisłym centrum miasta, w tzw. City, przy deptaku handlowym Schildergasse 57. Jest jedną z 5 świątyń Parafii Ewangelickiej w Kolonii (niem. Evangelische Gemeinde Köln) obejmującej całe śródmieście (niem. Innenstadt), do której należy również poklasztorny kościół kartuzów.
Klasztor antonianów, poświęcających się pielęgnowaniu chorych i żyjących według reguły św. Augustyna został założony w 1298 przy ulicy zamieszkiwanej głównie przez członków cechu malarzy. Kościół zbudowany został w latach 1350–1370/1378. Jest krótką, lecz stosunkowo wysoką trójnawową sklepioną bazyliką z wielobocznie zamkniętym prezbiterium. Również nawa północna ma podobne zamknięcie w formie kaplicy. Kościół nie posiada wieży.
W XVI w. przebudowano okna i portal południowy. Po zajęciu Kolonii przez Francuzów w 1794, klasztory zostały rozwiązane, a protestanci uzyskali swobodę wyznania. Przedtem odbywał się jedynie tajne nabożeństwa ewangelickie lub trzeba było udawać się na tereny innych księstw niemieckich – do położonego po drugiej stronie Renu Mülheim (obecnie dzielnica Kolonii) w księstwie Bergu i do niedalekiego Frechen w księstwie Jülich. Kościół antonitów z częścią zabudowań poklasztornych został przekazany protestantom 6 sierpnia 1802, jako ich pierwsza świątynia w mieście. Do 1805 wnętrze gruntownie przekształcono, ustawiając ołtarz połączony z amboną, usuwając część filarów międzynawowych i wstawiając drewniane empory dla pomieszczenia na małej powierzchni jak największej liczby uczestników nabożeństw (w ten sposób uzyskano aż 800 miejsc). Pod koniec XIX w., gdy w mieście – od 1815 należącym do Królestwa Prus – istniała już wystarczająca liczba miejsc kultu, empory usunięto i zrekonstruowano pierwotną dyspozycję przestrzenną. W 1896 okna w nawach bocznych otrzymały neogotyckie maswerki.
W czasie II wojny światowej budowla doznała wielkich zniszczeń podczas nalotu 31 maja 1942. Powojenna odbudowa nastąpiła w latach 1946–1952 (proj. Ferdinand Franz Wallraf). Na nowo ukształtowano zachodnią partię kościoła (tzw. westwerk) z wejściem i z emporą organową, a pozostała część została zrekonstruowana z wykorzystaniem oryginalnych murów. 1954 na kalenicy dachu wzniesiono wieżyczkę, 1961-1962 powstała przybudówka zachodnia. W latach 1979–1980 odtworzono średniowieczną kolorystykę wnętrza, w 1994-1996 odnowiono elewacje boczne, a w 2006 fasadę.
Długość wnętrza wynosi 28 m, wysokość nawy głównej 15,5 m. Nawy boczne są o połowę niższe.

## Wyposażenie wnętrza
Średniowieczne wyposażenie zostało prawie doszczętnie usunięte w dobie sekularyzacji. Zabytkowe witraże, z wyjątkiem sceny Ukrzyżowania z lat 1520–1530 uległy zniszczeniu podczas wojny. Obecne oszklenie wykonał Alois Plum, 1966-1967.
Za najwybitniejsze dzieło sztuki uważane jest brązowa ekspresjonistyczna figura zasmuconego anioła, zwana „Unoszący się” (niem. Der Schwebende), z 1928 r., zawieszona na łańcuchach w zakończeniu nawy północnej, nad kamienną płytą poświęconą pamięci ofiar obu wojen światowych. Zaprojektował ją Ernst Barlach, nadając twarzy rysy artystki Käthe Kollwitz. Jest to drugi odlew oryginału zawieszonego w 1927 w kolegiacie w Güstrow. Rzeźba kolońska została zniszczona w 1941 przez hitlerowców, obecna (jak i figura w Güstrow) jest kolejną kopią oryginału, zrekonstruowaną w 1952. W sąsiedztwie znajduje się płyta upamiętniająca ofiary Holocaustu (Dieter Boers, 1995).
Drzwi brązowe z wizerunkami apostołów w kruchcie dostawionej w narożniku płn.-zach. wykonał Ulrich Henn (1964).
Organy zbudowała firma Willi Peter z Köln-Mülheim (1969), mają 3 manuały i pedał, a od przebudowy w 1995 posiadają 37 rejestrów.
W wieżyczce zawieszono 3 niewielkie dzwony odlane w 1956 przez firmę Rincker z Sinn.

## Informacje
W kościele odprawiane są nabożeństwa niedzielne o godz. 10 (na przemian według liturgii luterańskiej i unijnej) oraz o 18 (liturgia ewangelicko-reformowana). Ponadto odbywają się nabożeństwa wieczorne w soboty, a w pozostałe dni tygodnia krótka modlitwa. Z uwagi na centralne położenie, parafia prowadzi tu urozmaiconą, otwartą na otaczający świat działalność, od regularnych nabożeństw ekumenicznych i spotkań dla osób starszych, po duszpasterstwo gejów i lesbijek. W domu parafialnym (CityPavillon) znajduje się centrum informacyjne, a ponadto kawiarnia, gdzie mają miejsce spotkania i imprezy kulturalne. Odbywają się koncerty i wystawy, seminaria dyskusyjne, organizowane są wspólne wycieczki. Działa chór kościelny, orkiestra, schola ekumeniczna i chór kameralny.